# 379
379（三百七十九、さんびゃくななじゅうきゅう）は自然数、また整数において、378の次で380の前の数である。

## 性質
- 379は75番目の素数である。1つ前は373、次は383。
  - 約数の和は380。
- 21番目の右切り捨て可能素数である。1つ前は373、次は593。
- 19番目の非正則素数である。1つ前は353、次は389。
- 379 = 379 + 0 × i (iは虚数単位)
  - a + 0 × i (a > 0) で表される39番目のガウス素数である。1つ前は367、次は383。
- 20番目の 8n + 3 型の素数であり、この類の素数は x2 + 2y2 と表せるが、379 = 192 + 2 × 32 である。1つ前は347、次は419。
- 37…79 の形の最小の素数である。次は3779。(オンライン整数列大辞典の数列 A101833)
- 末尾の2桁が79の3番目の素数である。1つ前は179、次は479。(オンライン整数列大辞典の数列 A244775)
- 379 の3つの数字を使用した(入れ換えた)379, 397, 739, 937 は素数、793 = 13 × 61、973 = 7 × 139 となる合成数である。
- 各位の和が19になる4番目の数である。1つ前は298、次は388。
  - 各位の和が19になる数で素数になる2番目の数である。1つ前は199、次は397。(オンライン整数列大辞典の数列 A106759)
- 各位の平方和が139になる最小の数である。次は397。(オンライン整数列大辞典の数列 A003132)
  - 各位の平方和が n になる最小の数である。1つ前の138は578、次の140は1379。(オンライン整数列大辞典の数列 A055016)
- 1/379 は循環節の長さが378の循環小数となる。
  - 逆数が循環小数になる数で循環節が378になる最小の数である。次は758。
  - 循環節が n − 1 である巡回数を作る27番目の素数である。1つ前は367、次は383。
  - 循環節が n になる最小の数である。1つ前の377は11311、次の379は3581077009。(オンライン整数列大辞典の数列 A003060)
- 379 = 32 + 32 + 192 = 32 + 92 + 172
  - 3つの平方数の和2通りで表せる94番目の数である。1つ前は376、次は382。(オンライン整数列大辞典の数列 A025322)
  - 379 = 32 + 92 + 172
    - 異なる3つの平方数の和1通りで表せる101番目の数である。1つ前は372、次は387。(オンライン整数列大辞典の数列 A025339)
- 379 = 13 + 23 + 33 + 73
  - 4つの正の数の立方数の和で表せる90番目の数である。1つ前は378、次は383。(オンライン整数列大辞典の数列 A003327)
  - 異なる正の数の4つの立方数の和1通りで表せる13番目の数である。1つ前は376、次は406。(オンライン整数列大辞典の数列 A025408)
- n = 379 のときの n! − 1 で表せる 379! − 1 は14番目の階乗素数である。1つ前は324、次は469。(オンライン整数列大辞典の数列 A002982)
- 379 = 62 + 73
  - n = 6 のときの n2 + (n + 1)3 の値とみたとき1つ前は241、次は561。(オンライン整数列大辞典の数列 A168297)
- 379 = 192 + 19 − 1 = 202 − 20 − 1
  - n = 19 のときの n2 + n − 1 の値とみたとき1つ前は341、次は419。(オンライン整数列大辞典の数列 A028387)
    - この形の13番目の素数である。1つ前は271、次は419。(オンライン整数列大辞典の数列 A002327)

## その他 379 に関連すること
- 西暦379年